# Raionul Cernihiv, Cernihiv
Cernihiv (în ucraineană Чернігівський район, transliterat: Cernihivskîi raion) este un raion în regiunea Cernihiv, Ucraina. Are reședința la Cernihiv.
Are o suprafață de 10.249 km². Populația este de 460.800 locuitori, determinată în 2020.